# Castel Felice
Die Castel Felice war ein ursprünglich 1930 als Kenya fertiggestelltes Passagierschiff der italienischen Reederei Sitmar, das unter diesem Namen zwischen 1952 und 1970 vor allem als Auswandererschiff nach Australien und Neuseeland im Einsatz stand. Kurz nach seiner Ausmusterung ging es 1970 zum Abbruch nach Kaohsiung.

## Geschichte
Die Kenya entstand unter der Baunummer 529 in der Werft von Alexander Stephen and Sons in Glasgow und lief am 27. August 1930 vom Stapel. Nach ihrer Ablieferung an die British India Steam Navigation Company am 19. Dezember 1930 nahm sie am 6. Januar 1931 den Liniendienst von London nach Bombay auf.
Nach Ausbruch des Zweiten Weltkriegs wurde die Kenya im April 1940 vom Ministry of War Transport übernommen und ab Mai 1940 als Truppentransporter eingesetzt. Im Juli 1942 erhielt sie zunächst den Namen Hydra, wurde aber noch im selben Jahr in Keren umbenannt. Nach Kriegsende schlug die British India Steam Navigation Company eine erneute Übernahme des Schiffs aus, es wurde daher zunächst im Holy Loch aufgelegt. 1949 erhielt es seinen alten Namen Kenya zurück, blieb aber weiter beschäftigungslos. Dies änderte sich auch nicht durch die Übernahme durch die Reederei Alva Steamship und eine Umbenennung in Fairstone im Jahr 1950. Die Kenya erhielt im Juni 1950 abermals ihren alten Namen zurück, ehe sie im Oktober 1950 mit der italienischen Reederei Sitmar einen neuen Betreiber fand. Nach einer erneuten Umbenennung in Keren und Umbauarbeiten in Amsterdam 1951 nahm sie am 6. Oktober 1952 als Castel Felice den Liniendienst von Genua nach Australien auf.

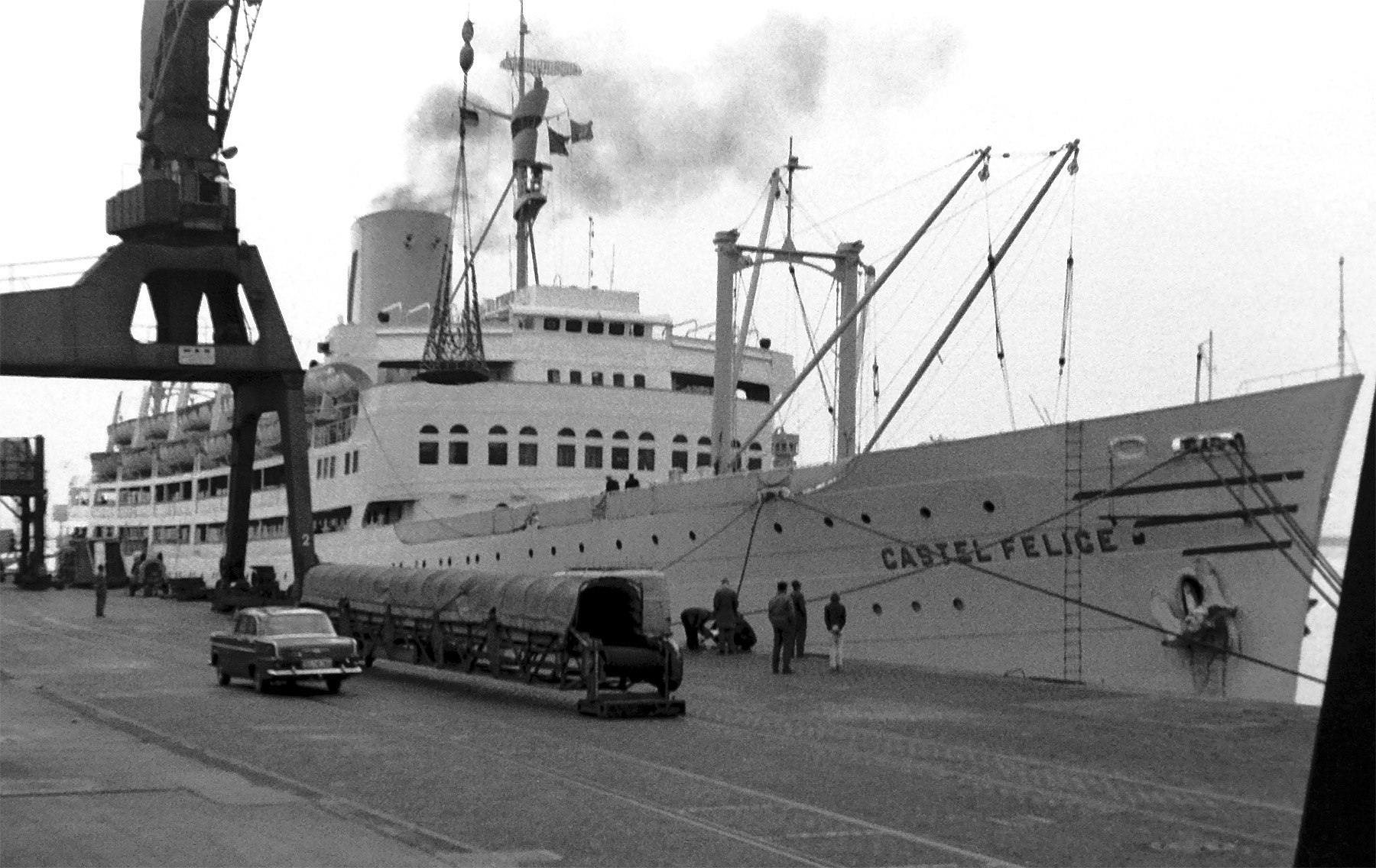
Die Castel Felice in Bremerhaven (1965)

In den folgenden 18 Jahren stand die Castel Felice vor allem als Auswandererschiff im Einsatz, beförderte aber auch Passagiere Erster Klasse. Neben kurzen Einsätzen nach Südamerika (1953) und in die USA sowie nach Kanada (1954) waren hierbei zumeist Australien und Neuseeland Ziel ihrer Reisen. 1955 erhielt das Schiff eine Modernisierung der bis dahin recht schlichten und altmodischen Passagiereinrichtungen, darunter ein Schwimmbecken und vollständige Klimatisierung. Seit 1957 starteten seine Reisen nicht mehr in Genua, sondern zumeist in Southampton. Das Schiff lief gelegentlich jedoch auch andere europäische Häfen wie Bremerhaven, Amsterdam oder Le Havre für Fahrten nach New York an.
Am 15. August 1970 brach ein Brand in einer Kabine der in Southampton liegenden Castel Felice aus, der jedoch schnell gelöscht werden konnte. Aufgrund des hohen Alters des Schiffes und seiner bevorstehenden Außerdienststellung wurde dieser Bereich aber nicht repariert, sondern lediglich für Passagiere abgeriegelt. Gut einen Monat später beendete die Castel Felice am 26. September 1970 ihre letzte planmäßige Überfahrt in Sydney und wurde im Monat darauf nach insgesamt 40 Dienstjahren zum Abbruch nach Taiwan verkauft. Am 21. Oktober 1970 traf das Schiff bei den Abwrackwerften von Kaohsiung ein.